# Langøya
Langøya – trzecia co do wielkości wyspa Norwegii, leżąca w archipelagu Vesterålen na Morzu Norweskim. Najwyższym punktem jest szczyt Snøkolla (763 m n.p.m.). Administracyjnie należy do okręgu Nordland. W całości znajduje się tu gmina Bø, oraz częściowo: Øksnes, Sortland i Hadsel.